# Paróquia Nossa Senhora do Mont'Serrat
A Paróquia Nossa Senhora do Mont'Serrat é uma das paróquias da Arquidiocese de Porto Alegre. Fundada em 1963, está localizada na Rua Anita Garibaldi, n.° 1121, no bairro porto-alegrense de Mont'Serrat.

## Galeria

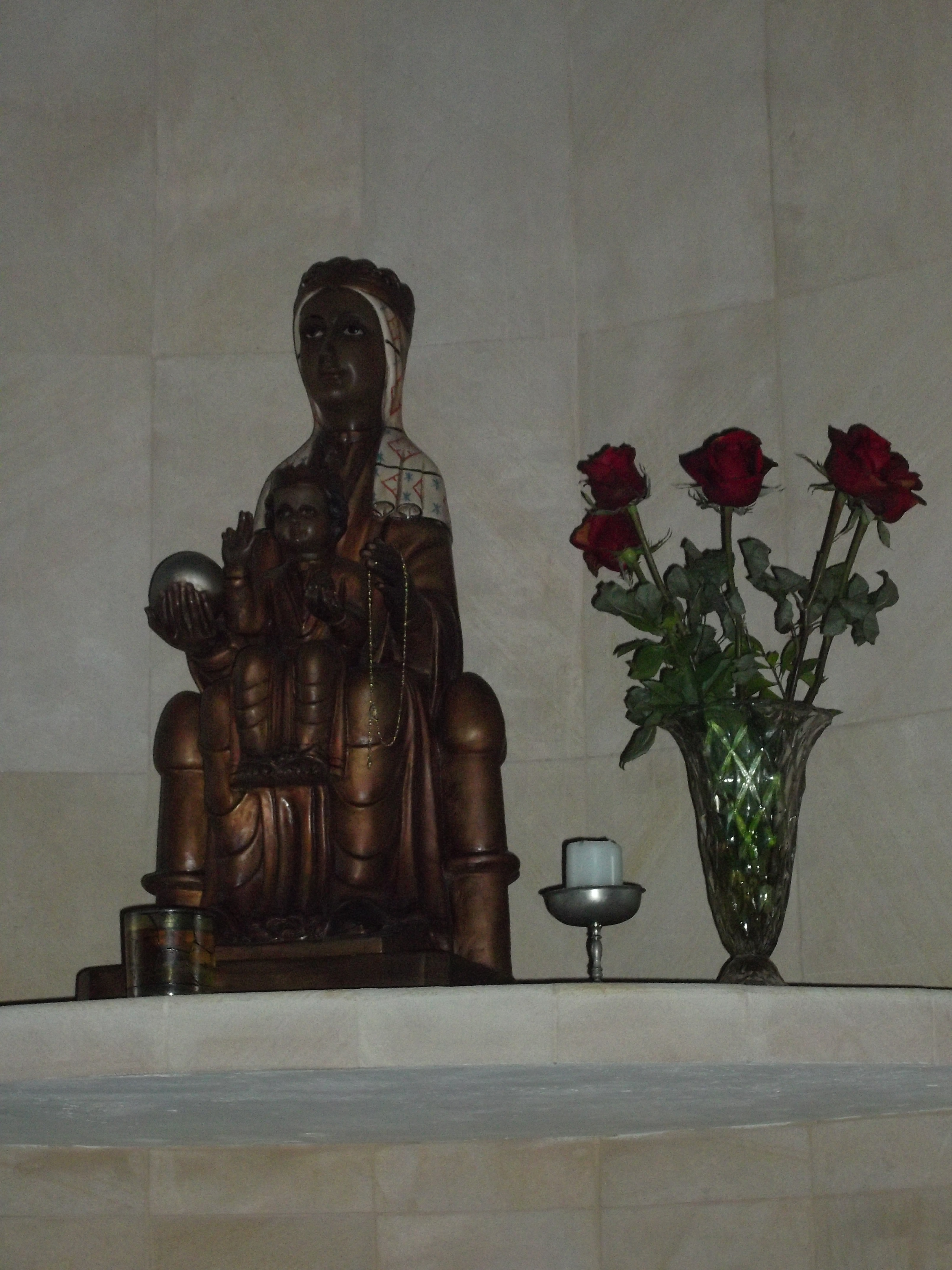
Estátua no interior da paróquia.